# Metin Akdülger
Metin Akdülger es un actor turco, más conocido por haber desempeñado a Orkun en Medcezir, el sultán Murad IV en la serie Muhteşem Yüzyıl: Kösem y actualmente por interpretar a Ateş en Şahsiyet.

## Biografía
Estudió en la "Koç Üniversitesi" (Universidad de Koç).

## Carrera
Debutó en 2013, cuando se unió al elenco de la serie Medcezir. En 2014 interpretó a Necip en la película Bensiz. En 2016 se unió al elenco principal de la segunda temporada de la popular serie turca Muhteşem Yüzyıl Kösem, donde interpretó al Sultán Murad IV.

## Filmografía
| Año       | Título                  | Personaje       | Nota                |
| --------- | ----------------------- | --------------- | ------------------- |
| 2013-2015 | Medcezir                | Orkun Civanoğlu | Serie de televisión |
| 2014      | Bensiz                  | Necip           | Película            |
| 2015      | Analar ve Anneler       | Tahsin          | Serie de televisión |
| 2016-2017 | Muhteşem Yüzyıl Kösem   | Sultán Murad IV | Serie de televisión |
| 2017      | Kirik Kalpler Bankasi   | Turan           | Película            |
| 2018      | Şahsiyet                | Ateş Arbay      | Serie web           |
| 2019      | Atiye                   | Ozan Yılmaz     | Serie de televisión |
| 2020      | ’’One Way To Tomorrow’’ | Ali             | Pelicúla            |

### Teatro
| Año  | Obra             | Personaje | Director          |
| ---- | ---------------- | --------- | ----------------- |
| 2017 | Baldan Karanlik  | -         | Kemal Hamamcıoğlu |
| 2014 | Maşenka          | -         | -                 |
| 2012 | Kaset            | -         | -                 |
| 2011 | Zeytin Zamanı    | -         | -                 |
| 2010 | Seni Aptal Romeo | -         | -                 |